# 生乃久法
生乃 久法（いくの ひさのり、生年月日不詳 -）は、日本のドラマー、パーカッショニスト、マーチング指導員である。武蔵野音楽大学卒業。1981年の在学中に結成したバンド『VIZION（ビジョン）』では、ドラムを担当。卒業後は、マーチングパーカッションを全国で指導。日本マーチングバンド協会公認指導員。尚美ミュージックカレッジ専門学校、くらしき作陽大学講師。

## 来歴
1981年、大学時代に結成したバンド『VIZION（ビジョン）』に有賀啓雄、石山仁、大竹徹夫、崎谷健次郎、茂野雅道、松本晃彦とともに在籍。ドラムを担当した。
1982年、東京・渋谷エッグマンで『VIZION』のライヴ活動を活発に展開する。
1983年、『VIZION』のデビューアルバム『PSYCHOTIC CUBE（サイカティック・キューブ）』をリバスターレコードから発売する。7月11日、東京・六本木ピットインでのメジャーデビュー・コンサートが最後のライブとなり、バンドが解散する。
1985年、武蔵野音楽大学卒業後、打楽器を小林美隆、塚田靖に、マーチングを山崎昌平に師事する。以降、 国体、インターハイ、植樹祭、育樹祭等の演技指導をはじめ、中学・高校のスクールバンドから一般バンドまでの、打楽器およびマーチングを全国で指導する。

## 講師担当
- 尚美ミュージックカレッジ専門学校・管弦打楽器学科

専攻実技（マーチング打楽器） / マーチング演習 / マーチング指導法 / ドリルデザイン
- くらしき作陽大学・音楽学部

打楽器・マーチング